# Jean-Baptiste de La Noue

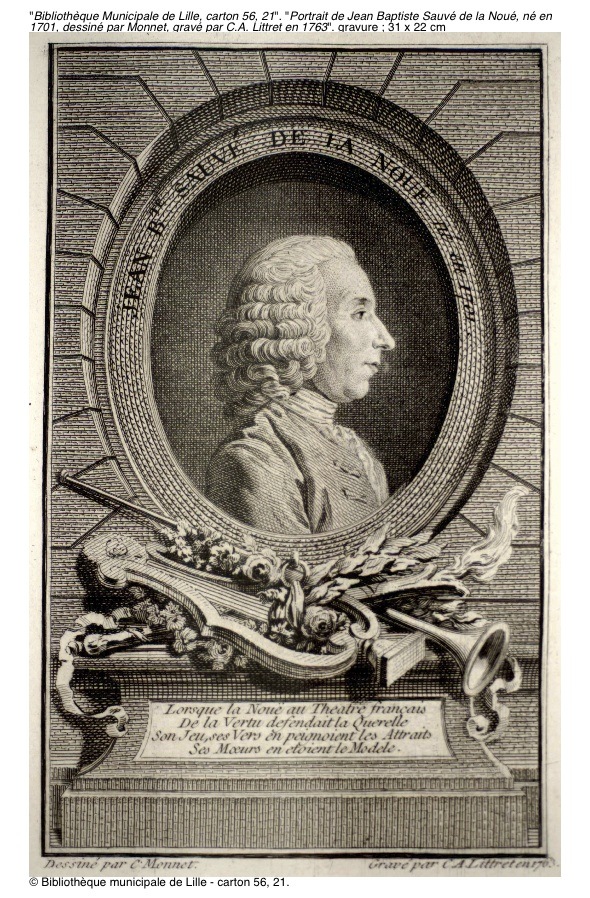
Jean-Baptiste Simon Sauvé de La Noüe

Jean-Baptiste de La Noue, vollständiger Name Jean-Baptiste Simon Sauvé de La Noüe (* 20. Oktober 1701 in Meaux; † 13. November 1760 in Paris), war ein französischer Schauspieler und Dramatiker.
Noue war Sohn eines Kesselschmieds und genoss eine gute Schulausbildung. Sein Förderer Henri Pons de Thiard de Bissy sorgte dafür, dass er zuerst am Collège des Chanoines réguliers de Sainte-Geneviève in Nanterre und anschließend am Collège d’Harcourt in Paris ausgebildet wurde. Seine ersten Rollen spielte Noue, 20-jährig, in Lyon und findet im Jahr 1734 Erwähnung als Schauspieler in Straßburg. Im Anschluss daran leitete Noue, zusammen mit seiner Lebensgefährtin, der Schauspielerin Mademoiselle Gaultier, das Theater von Rouen für fünf Jahre. Dieses Ensemble, in dem beispielsweise Claire Clairon auf der Bühne debütierte, machte eine große Tournee durch die Normandie und den Norden Frankreichs. Stationen waren unter anderem Le Havre, Douai und Lille. Voltaire, der die Aufführung seines Stückes Mahomet der Prophet sah, war sehr begeistert und empfahl Noue an den Hof von Friedrich II. für dessen französisches Theater. Jedoch wurde das durch den Schlesischen Krieg verhindert und Noue ging nach Paris an die Comédie-Française, wo er im Jahr 1742 debütierte. Nachdem Noue noch im selben Jahr in die Société de la Comédie-Française aufgenommen worden war, war seine Karriere gesichert und er spielte bis ins Jahr 1756 viele Hauptrollen. Er verfasste auch selbst Stücke, die an der Comédie aufgeführt wurden und in denen er selbst auch mitspielte. Bereits im Jahr 1757 zog er sich, aus gesundheitlichen Gründen, von der Bühne zurück und ging mit einer Pension von 1000 Livre in Pension.